# Melissa Dupré
Melissa Dupré (5 november 1986) is een Belgische atlete, die zich heeft toegelegd op het speerwerpen. Zij is op dit onderdeel negenvoudig Belgisch kampioene en tussen 2009 en 2017 ook Belgisch recordhoudster.

## Biografie

### Eerste internationale ervaring
Dupré, die al sinds 2000 in de Belgische ranglijsten is terug te vinden, eerst bij de cadetten, daarna bij de scholieren en vervolgens bij de junioren, deed in 2003 haar eerste internationale ervaring op, toen zij deelnam aan de Jeugd Olympische Dagen in Parijs. Ze werd er bij het speerwerpen tiende met een worp van 46,17 m. In dat jaar werd zij in haar leeftijdscategorie ook Belgisch kampioene, evenals in de twee volgende jaren.
In haar eerste jaar bij de senioren in 2006 werd Melissa Dupré bij de Belgische kampioenschappen voor Alle Categorieën met 47,80 nog tweede, kort achter Sofie Schoenmaekers (1e met 47,91). Sinds 2007 heeft zij echter al vijfmaal de Belgische titel binnengehaald. In 2007 overschreed zij ook voor de eerste maal de 50 metergrens.

### Belgisch kampioene en recordhoudster
In 2008 beleefde Dupré aanvankelijk een prima seizoen met een beste prestatie van 53,91 ooit tijdens internationale wedstrijden in Halle. Na het veroveren van haar tweede Belgische titel moest ze echter de rest van het seizoen aan zich voorbij laten gaan vanwege een kwetsuur aan haar elleboog.
Aan het begin van 2009 bleek de atlete uit Eke inmiddels goed hersteld van die blessure. Tijdens een stageperiode bij Barbora Špotáková, de huidige olympisch kampioene en wereldrecordhoudster, nam ze op 17 april 2009 deel aan een wedstrijd in het Tsjechische Ústí nad Labem. Hier bracht ze het nationale speerwerprecord van Cindy Stas uit 2004 van 55,18 op 56,62. De Belgische begon het seizoen 2009 hiermee overweldigend.
2010 was het jaar van de bevestiging. Dankzij deelname aan enkele internationale wedstrijden kon ze enige ervaring op hoog niveau opdoen. Tijdens de atletiekgala in Hulst wierp ze met 56,32 bijna een Belgisch record.

### Eigen record verbeterd op universiade
De Universiade in China (Shenzhen) was de wedstrijd waar Melissa Dupré in 2011 haar seizoen op afstelde. De vorm was er al snel, zoals zij bewees tijdens de Provinciale kampioenschappen met een beste worp van 56,55, wat onmiddellijk voldoende was voor deelname. Ze wierp het gehele jaar heel sterk, veroverde bij de Belgische kampioenschappen haar vijfde achtereenvolgende titel, maar er waren steeds enkele factoren die topprestaties in de weg stonden.
Tijdens de universiade in Shenzhen presteerde ze met veel bravoure. Haar nationaal record stond al twee jaar op 56,62, maar de Gentse verwees dat bij haar vierde en daarna ook bij haar laatste poging naar de geschiedenisboeken. Melissa gooide eerst 57,30, en in haar slotbeurt liefst 58,25. Dat leverde haar een vijfde plaats op. Stilaan komt de grens van 60 meter nu in zicht.

### Record met blessure op de koop toe
Het jaar 2012 begon voor Melissa schitterend met een Belgisch record te Sint-Niklaas, waar ze 58,51 gooide. Ze blesseerde zich hierbij echter aan haar elleboog en dat betekende tegelijkertijd het einde van haar seizoen.
Melissa Dupré, die lid is van Racing Club Gent Atletiek en traint onder begeleiding van Luc Van Maldegem, is inmiddels afgestudeerd in bedrijfsmanagement met als optie rechtspraktijk te Gent. Ze begon in 2011 te werken bij de intercommunale TMVW, dat ondertussen FARYS heet.

## Belgische kampioenschappen
| Onderdeel   | Jaar                                                 |
| ----------- | ---------------------------------------------------- |
| speerwerpen | 2007, 2008, 2009, 2010, 2011, 2012, 2014, 2015, 2016 |

## Persoonlijk record
| Onderdeel   | Prestatie       | Datum       | Plaats       |
| ----------- | --------------- | ----------- | ------------ |
| speerwerpen | 58,51 m (ex-NR) | 17 mei 2012 | Sint-Niklaas |

## Palmares

### speerwerpen
Kampioenschappen
- 2003:  BK AC - 45,20 m
- 2003: 10e EYOD - 46,17 m
- 2004:  BK AC - 46,96 m
- 2006:  BK AC - 47,80 m
- 2007:  BK AC - 50,02 m
- 2008:  BK AC - 47,79 m
- 2009:  BK AC - 50,07 m
- 2010:  BK AC - 54,36 m
- 2011:  BK AC - 56,00 m
- 2011: 5e Universiade in Shenzhen - 58,25 m (NR)
- 2012:  BK AC - 54,06 m
- 2014:  BK AC - 54,13 m
- 2015:  BK AC - 54,30 m
- 2016:  BK AC – 53,13 m

Golden League-overwinning
- 2009: Weltklasse Zürich - 52,26 m